# Districtul civil Anderson Creek, comitatul Harnett, Carolina de Nord

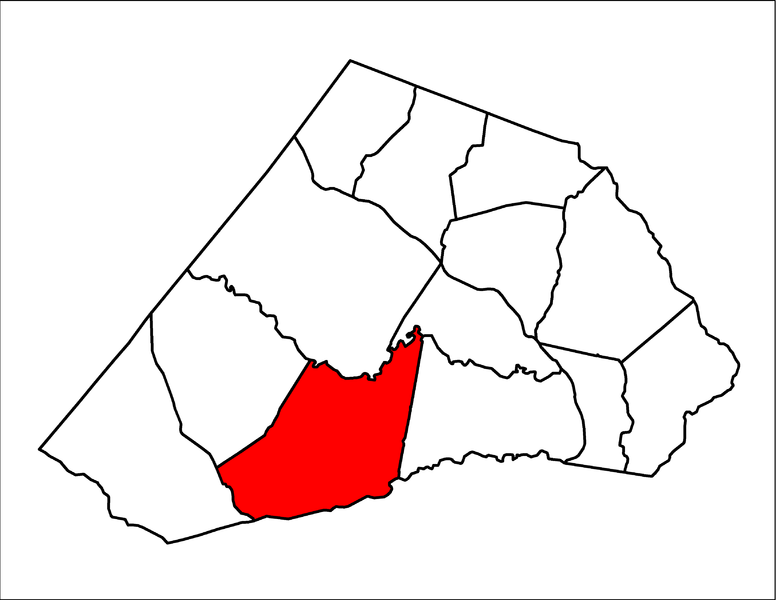
Plasarea districtului civil Anderson Creek în cadrul comitatului Harnett, statul, SUA.

Districtul civil Anderson Creek  (în original, civil township) este unul dintre cele treisprezece zone locuite cu statut de township din comitatul Harnett, statul  Carolina de Nord,  Statele Unite ale Americii.

## Descriere
Zona districtului civil, care cuprinde mai multe localități neîncorporate, avea o populație de 11.216 locuitori conform recensământului Statelor Unite din anul 2000. Geografic, districtul Anderson se întinde pe o suprafață de circa 173 km2 (sau 66.85 sqmi) în partea sudică a comitatului Harnett. Printre localitățile neîncorporate ale districtului se numără și localitatea omonimă, Anderson Creek.